# Павлина Чернева
Павлина Чернева (Pavlina R. Tcherneva) e американски икономист от български произход, университетски преподавател и международно признат експерт.

## Биография
Павлина Чернева е родена в Силистра. Майка ѝ Искра Чернева е куклена актриса, а баща ѝ, Румен Чернев, е дългогодишен директор на „Балкантурист“, а по-късно на фирма „Златна Добруджа“.
Чернева учи математика и икономика до 1997 г. (Gettysburg College, Pennsylvania). Дипломира се като Икономист в University of Missouri-Kansas City през 2004, и там по късно защитава докторат (2008). Преподава икономика и впоследствие става ръководител на програмата по тази дисциплина в Колежа „Бард“, В същото време тя е сътрудник на Levy Economics Institute и експерт към Institute for New Economic Thinking.. Чернева е автор на множество статии и редактор на сборни трудове.
Особено силен отзвук има нейна публикация от 2012 г.,, в която се илюстрира разпределението на ефекта от икономическите сътресения върху различните категории доходи. . За работата си е удостоена с наградата „Хелън Потър“ от Асоциацията за социална икономика